# Chiloglanis lukugae
Chiloglanis lukugae és una espècie de peix de la família dels mochòkids i de l'ordre dels siluriformes.
Els mascles poden assolir els 9 cm de llargària total.
Es troba a Àfrica.